# Kościół i klasztor brygidek w Warszawie

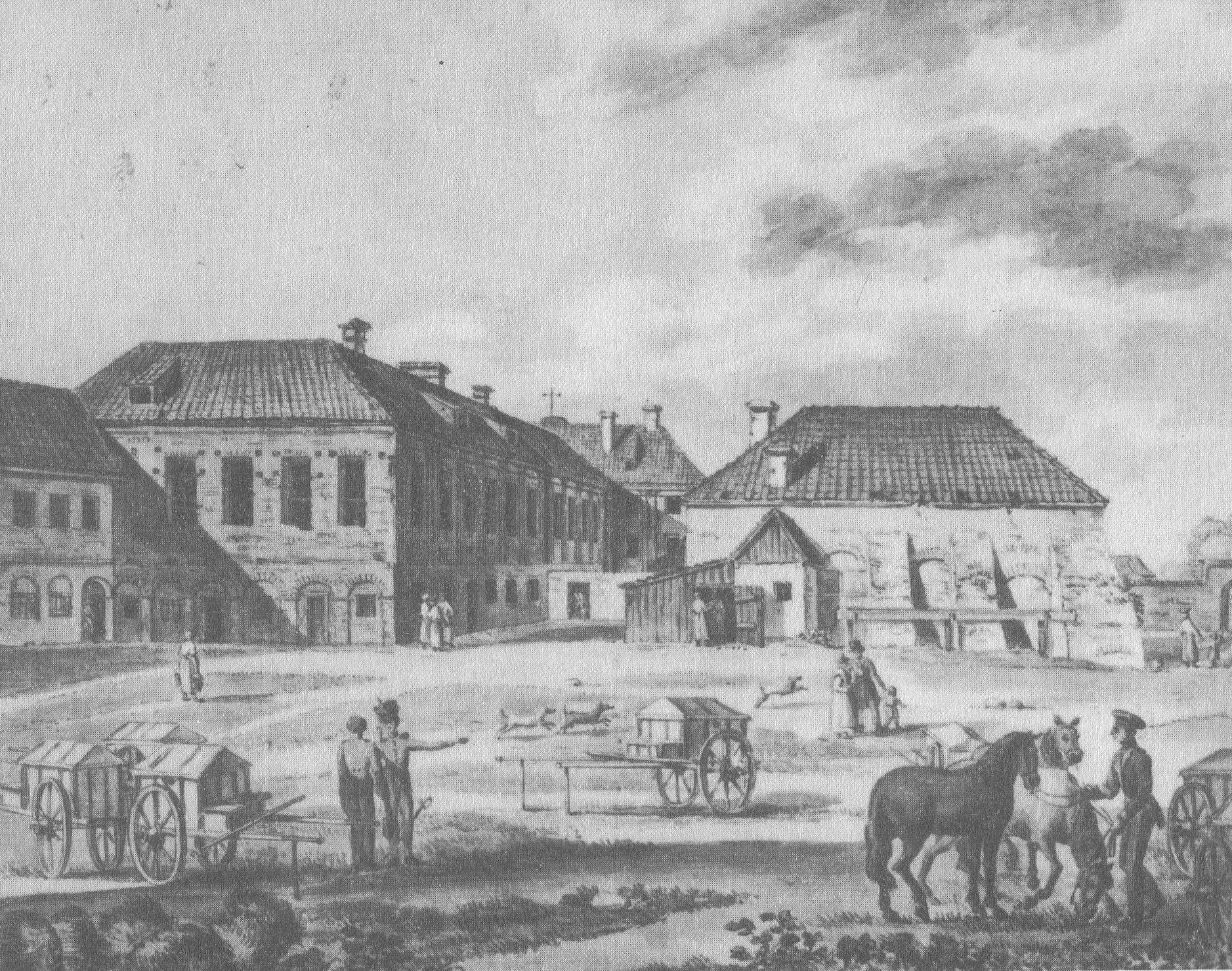
Widok podwórza dawnego klasztoru brygidek na rysunku Aleksandra Majerskiego (1818)

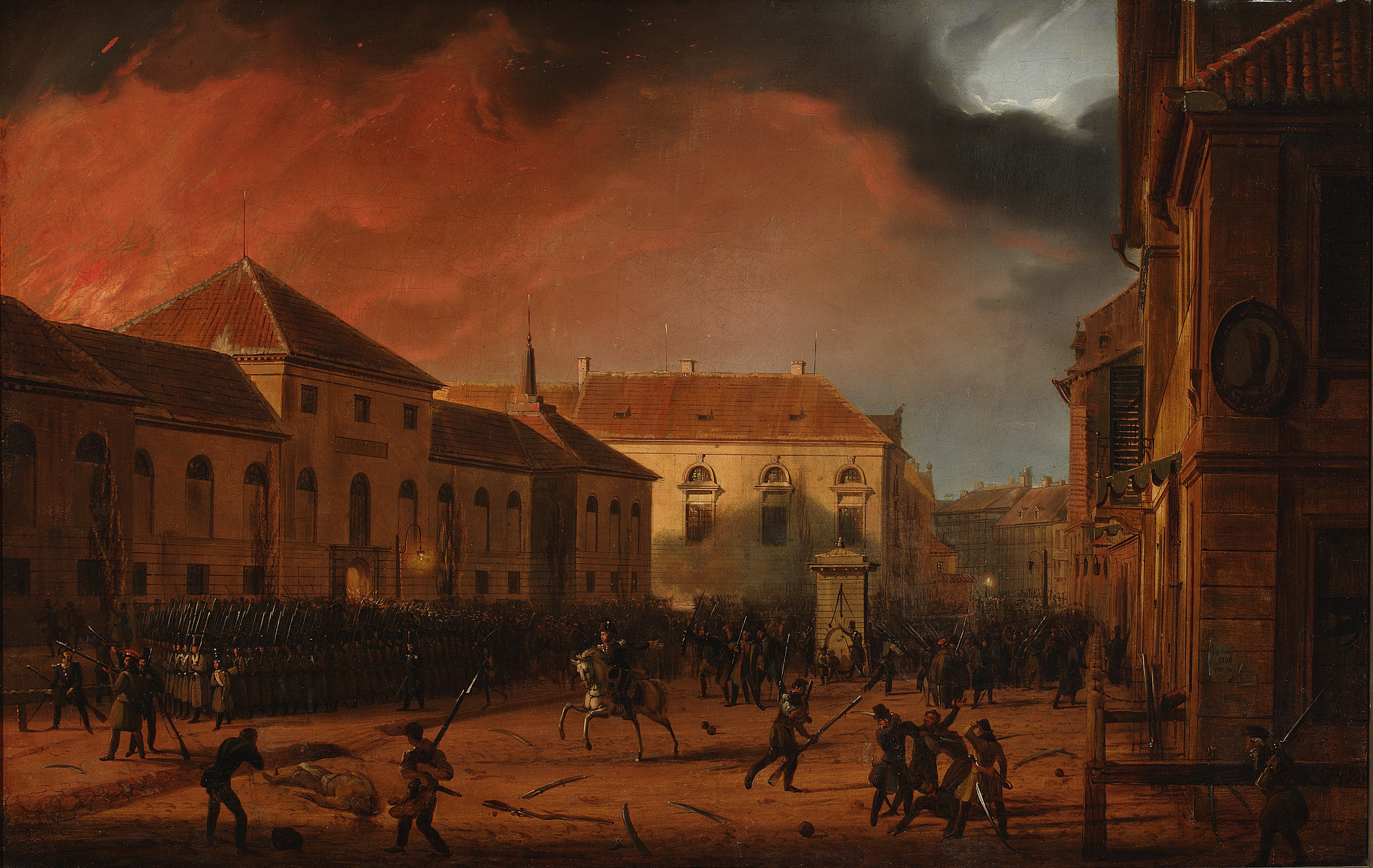
Przebudowane na koszary budynki klasztorne na obrazie Marcina Zaleskiego, przedstawiającym zdobycie arsenału w 1830 roku

Kościół i klasztor brygidek w Warszawie – klasztor brygidek i kościół Świętej Trójcy, które znajdowały się w Warszawie, u zbiegu ulic Długiej i Nalewki przy wylocie ul. Bielańskiej, w jurydyce Nowolipie. Klasztor uległ kasacie w 1807 roku, a jego budynki zostały rozebrane w 1892 roku.

## Historia
Zakon brygidek został sprowadzony do Warszawy w 1615 przez Krzysztofa Lipskiego, kasztelana rawskiego, choć już od XV wieku działał ten zakon w Lublinie.
Początkowo powstała drewniana kaplica, później drewniane zabudowania klasztorne. W latach 1652–1658 powstał nowy murowany kościół, z przerwą w budowie w okresie okupacji Warszawy przez Szwedów w czasie potopu szwedzkiego.
Kościół Świętej Trójcy powstał według projektu architekta królewskiego Giovanniego Battisty Gisleniego i był najprawdopodobniej pierwszym kościołem Warszawy wzniesionym w stylu barokowym. W późniejszym okresie powstały murowane budynki klasztoru wzdłuż ulicy Długiej. Dochody klasztoru pochodziły m.in. z czynszów płaconych przez mieszkańców jurydyki Nowolipie (Nowe Lipie). Klasztor słynął z tego, że często był azylem dla przestępców, którzy za murem klasztornym szukali schronienia. Siostry sprawowały także władzę sądowniczą w jurydyce.
Już w połowie XVIII wieku władza brygidek była ograniczana i w 1766 Komisja Porządkowa odebrała zakonnicom władzę sądowniczą na rzecz magistratu Starej Warszawy. W 1807 roku kościół i klasztor zajęli żołnierze francuscy, a klasztor uległ kasacie. Ostatnie siostry przeniosły się do klasztoru wizytek i tam zmarły.
Ze względu na bezpośrednią bliskość arsenału budynki poklasztorne zajęło wojsko i przekształciło je w koszary. W okresie Królestwa Kongresowego kompleks klasztorny został przebudowany w stylu klasycystycznym przez Wilhelma Henryka Mintera. W 1892 budynki te zostały ostatecznie rozebrane, a w ich miejscu powstał pasaż Simonsa, zniszczony w czasie powstania warszawskiego. 
W roku 1947 powstało studium odbudowy ulicy Długiej zakładające odbudowę kompleksu, opracowane przez pracownię urbanistyki zabytkowej Wydziału Architektury Zabytkowej Biura Odbudowy Stolicy. Nie zostało ono jednak zrealizowane.

## Relikty kościoła
Pozostałościami po kościele brygidek są dwie barokowe figury ze szczytu fasady kościoła, pochodzące z warsztatu Stephana Schwanera (czynnego ok. 1682−1692 przy pałacu w Wilanowie), widoczne na obrazie Canaletta „Kościół Brygidek i Arsenał”, zachowane do dziś w Raszynie: Bóg Ojciec na grobli Stawów Raszyńskich i Matka Boska Niepokalanie Poczęta - Immaculata na mogile żołnierskiej i reducie raszyńskiej u zbiegu al. Krakowskiej i ul. Sportowej.

## Galeria

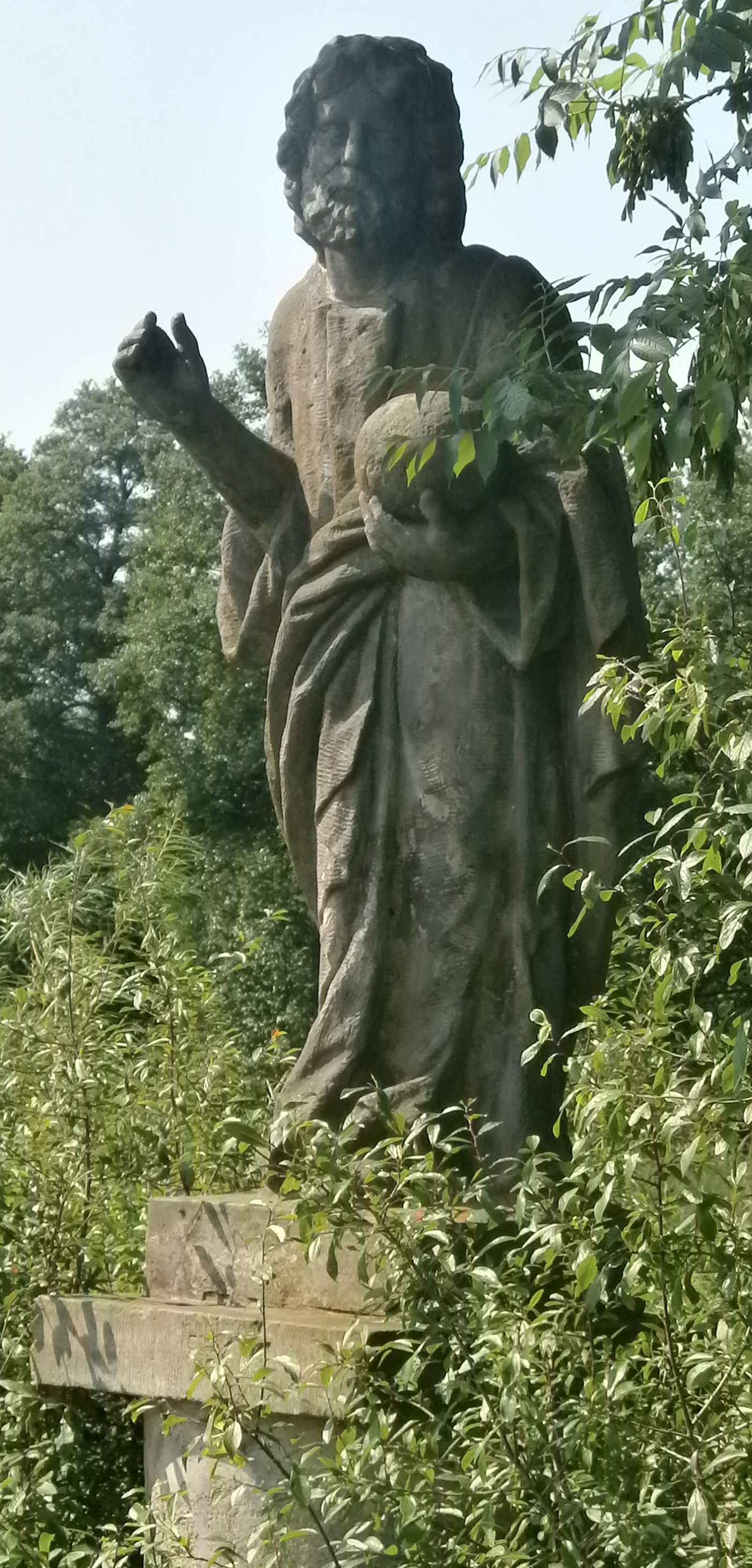
Barokowa figura Boga Ojca w Falentach
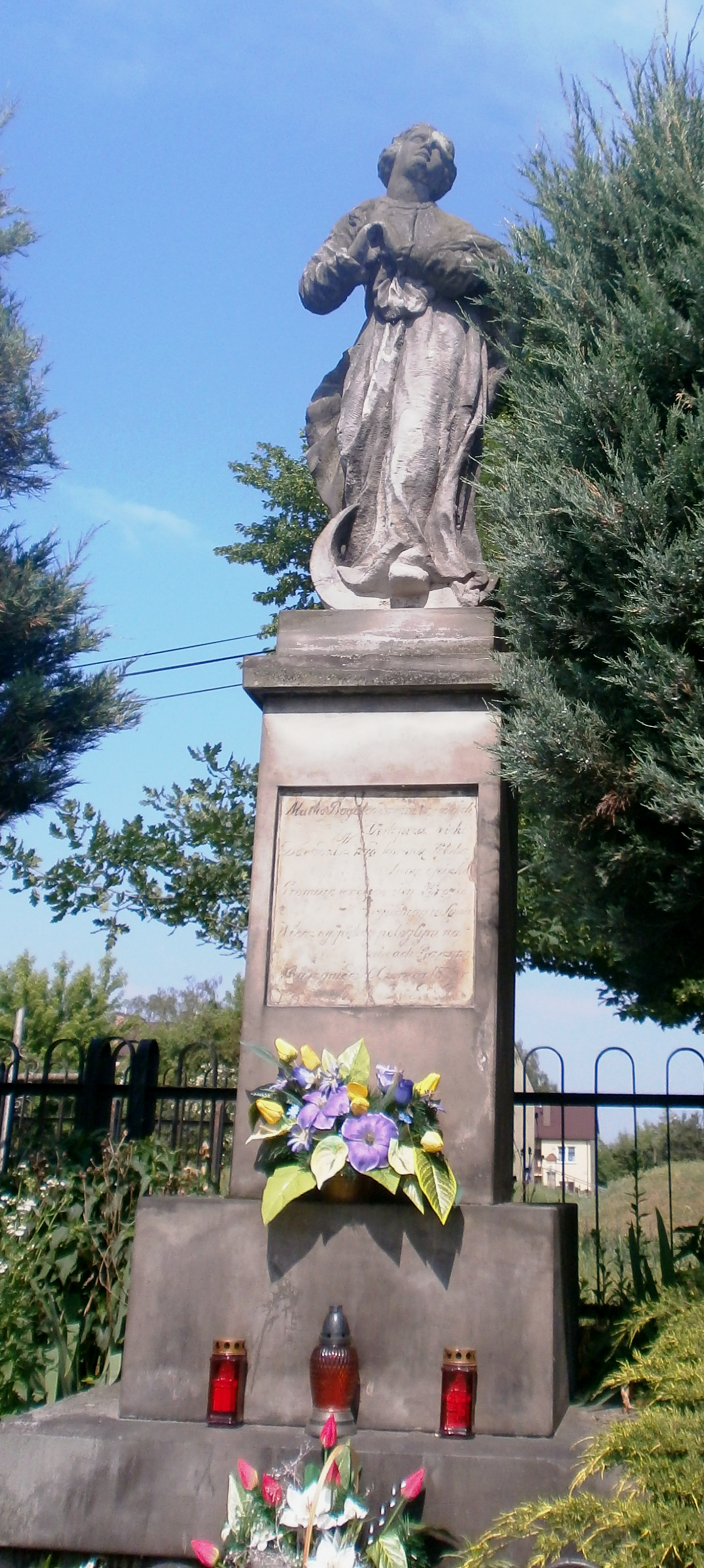
Figura Matki Boskiej Niepokalanie Poczętej - Immaculata w Raszynie